# 王宮村

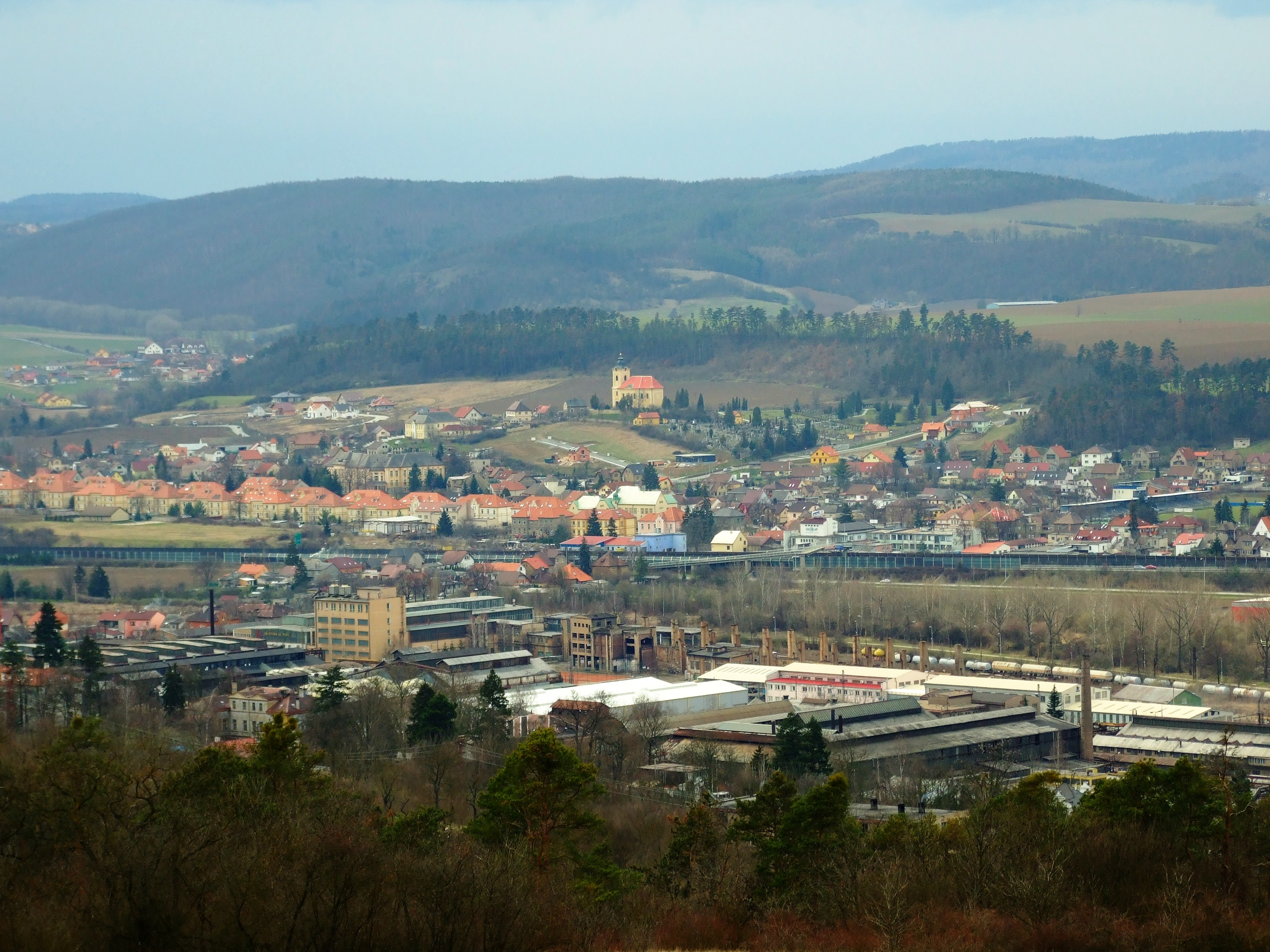

王宮村是捷克的城鎮，位於該國西部，毗鄰貝龍，由中波希米亞州負責管轄，面積15.26平方公里，海拔高度240米，2008年人口6,425，人口密度為每平方公里421人。

## 外部連結
- Official website （页面存档备份，存于）